# Teddybears
Teddybears sind eine kollaborative Musikgruppe, die sich von Hardcore Punk zu einem renommierten internationalen Disco- und Popact entwickelt hat. Die Band steht für ein Crossover aus Pop, Rock, Reggae, Dancehall, Hip-Hop, Indietronic, Electronica, Reggae, Chiptune und Punk.

## Bandgeschichte

### 1991–1996 Swedish Hardcore-Ära
1991 benannte sich die Grindcore-Band Skull in Teddybears STHLM um. Die Umbenennung trotzt typischen Grindcore-Bandnamen und manifestiert den Entschluss der Musiker, sich fortan über empfundene künstlerische und lyrische Grenzen musikalischer Genres und Szenecodes hinwegzusetzen:

„We wanted to avoid clichés; stuff like Kill Death Fuck Squad Bunch Murder and ... well, that kind of thing. And actually, it's better to call ourselves Teddybears in that case.“

„Wir wollten Klischees vermeiden, soetwas wie 'Kill', 'Death', 'Fuck', 'Squad', 'Bunch', 'Murder' und ... solche Sachen halt. Und insofern ist es besser uns Teddybers zu nennen.“

Damit wurde der Grundstein gelegt, der die Teddybears bis heute trotz musikalischer und personeller Veränderungen künstlerisch prägt.
Auf Dolores Records erschien 1991 die 7"-Single Women in Pain mit dem Song "The King lives on" über Elvis Presley und verkaufte 7.000 Einheiten. Dass eine Band klassische Hardcore- und Punkelemente mit Stakato-Gitarren und Sprechgesang vermischt, fand Beachtung und erweckte die Aufmerksamkeit von MVG Records. Das in Stockholm ansässige Label nahm in den frühen 1990er-Jahren schwedische Rock-, Metal- und Crossover-Bands unter Vertrag und bereitete deren internationalen Durchbruch vor, darunter Clawfinger, Backyard Babies oder Drain. MVG arbeitete eng mit dem Produzenten Stefan Glauman (späterer Rammstein-Produzent) zusammen. Glauman saß für das Album You are Teddybears hinter den Reglern. Es wurde 1993 veröffentlicht. Die Singleauskopplung "Step on it" ging beim Musiksender MTV auf Rotation. "Taken by surprise" wurde vom Magazin Visions auf einer Compilation als Heftbeilage veröffentlicht. 1994 ging die Band als Support mit der angesagten Crossover-Band Clawfinger auf europaweite Tournee.

„När jag hörde Teddybears demo hos MVG första gången höll jag på att skratta ihjäl mig för det var så roligt. Det är aggressivt, men charmen är att det går fort och är hysteriskt bra. Samma sak hände när jag hörde Slayer och Metallica första gången. "Så här kan ingen spela", tänkte jag.“

„Als ich das Teddybears-Demo auf der MVG zum ersten Mal hörte, habe ich mich kaputtgelacht, weil es so lustig war. Es ist aggressiv, aber der Charme ist, dass es schnell und hysterisch ist. Das Gleiche passierte, als ich Slayer und Metallica zum ersten Mal hörte. "Niemand kann so spielen", dachte ich“

Die Gruppe erspielt sich ein experimentierfreudigen Hardcorepunk und Crossover aufgeschlossenes Publikum, wie ein Review dokumentiert:

„Man stelle sich an diesem Punkt folgendes vor: die letzte Rage Against The Machine-Scheibe auf den Plattenteller, Geschwindigkeit auf 45 rpm, brachiale schräge Gitarren dazu, lustige Scratches und witzige Backing-Vocals dabei und 'ne gute Prise HipHop-Feeling sowie ein paar Dead Kennedys-Splitter oben drauf. Dieses Teil kriegen dann noch die Herren Glaumann und Kviman in die Finger, [...]“

Dagegen ließ sich der für klassischen Heavy Metal bekannte schwedische Gitarrist Yngwie Malmsteen für das schwedische Metal-Magazin Metal Zone eine Teddybears-CD zersägend fotografieren und rezensierte den Song Sillicon Sally vernichtend:

„Helt fruktansvärt dåligt! Det här suger anal! Polkatakt på trummorna! En sångare som mökar i micken!! Fy fan vad jag avskyr sånt här!“

„Absolut furchtbar schlecht! Das nervt total! Polkatakt am Schlagzeug! Ein Sänger, der das Mikro verhöhnt!!! Ich hasse diesen Scheiß!“

1994 werden die E.P.s "Extra Pleasure" sowie "We Are The Best!" veröffentlicht. Mit "Purple Rain" erscheint 1995 ein Cover von Prince als CD-Single auf Dolores Records, die zudem Outtakes aus der Frühphase der Band als E. P. veröffentlicht.
Das zweite Album I Can’t Believe It’s Teddybears STHLM erscheint 1996. Es wurde von Christian Falk produziert, der u. a. den Welthit 7 seconds (1994) für Neneh Cherry mit Youssou N’Dour produzierte und mit der 1995 noch unbekannten Disco-Ikone Robyn zusammenarbeitete. Auf dem Album kombinieren die Teddybears mit Hardcore-Punk-Wurzeln versehenes Songwriting in Songs wie Magic Finger mit experimentierfreudigen Ansätzen aus Dub, Reggae oder Elektro (Intro to Boris, Rude Criminal). Heraus sticht das Kraftwerk-Cover "The Robots" in einer scheppernden Indierock-Version.

„Teddybears STHLM haben sich leicht geändert. So haben sie ein wenig an ihrer brutalen Rauheit verloren (...), aber jede Menge an Spannung und Überraschungen gewonnen (...) durch ihren Sänger Big Beat Poppa Pat der recht eindrucksvoll Hardcore-Geschrei mit Raggae Gesang vereint (...), sondern erst recht durch den eigenwlligen Sound den sie fabrizieren. Ungelogen, diese Platte überzeugt durch ihre Innovativität und zwar nicht nur Metal- und Hardcore-Fans.“

Das Musikvideo Magic Finger wurde 1997 für den schwedischen Musikpreis Grammis nominiert.
Nach dem Album verließ Schlagzeuger Erik Olsen die Band. Die verbliebenen Bandmitglieder entschieden sich, fortan auf einen festen Schlagzeuger zu verzichten und ihren Sound verstärkt auf Drumcomputer, Gitarren und Vocoder-Gesang aufzubauen.

### 2000–2005 Indietronic-Ära
Die Band ging mit Produzent Fabian "Phat Fabe" Torsson ins Studio, um am neuen an elektronischer Musik angelehnten Sound und Stil zu arbeiten. Die Transformation von einer Punkband zu einem auf Punkriffs aufbauenden Elektroband wird im Jahr 2000 abgeschlossen und unter dem Albumnamen Rock‘n’Roll Highschool bei MVG veröffentlicht. Das Album aus 13 Songs enthält ein Videospiel. Die Band kollaboriert darauf mit dem Dancehall-DJ Elephant Man und dem Reggae-Sänger Harry Toddler (Throw your hands up), den Hiphoppern Daddy Boastin (Ahead of my time) und Thomas Russiak (Rock 'n Roll Highschool), dem Singer-Songwriter Eagle-Eye Cherry (Start at 11) und der Popsängerin Paola Bruna (Yours to keep). Hierdurch erweitern sie ihr musikalisches Spektrum. Die Band erreicht mit dem Album Platz 1 der schwedischen Charts. Die Single Rock´n Roll Highscool wird ein internationaler Erfolg. Weitere Singles sind Automatic Lover und Yours to keep. In Schweden wird die Band mehrfach mit dem Musikpreis Grammis geehrt in den Kategorien "Bestes Album 2001" und "Beste Pop-/Rockgruppe 2001" sowie der Nominierung als Beste Band 2001. Für die Albumproduktion wird "Phat Fabe" in der Kategorie "Bester Produzent 2001" geehrt.

„Besides being a wonderful melting pot of all new music, Teddybears succeed in chiseling out several big hits.“

„Teddybears sind nicht nur ein wunderbarer Schmelztiegel neuer Musik, sondern haben auch einige große Hits hervorgebracht.“

Als "Best Artist 2001" wird die Band auch bei den Scandinavian Alternative Music Awards ausgezeichnet.
Der Song Punkrocker wird vom schwedischen Rapper Thomas Russiak aufgegriffen. Auf dessen Album Magic Villa erscheint der Song neuinterpretiert unter dem Titel Hiphopper (feat. Teddybears STHLM) und wird zum Soundtracks des Kevin-Smith-Films "Jay und Silent Bob schlagen zurück". Auch das Lied steht mehrfach auf der Nominierungsliste der Grammis-Awards 2001 in Stockholm und gewinnt in der Kategorie "Bestes Musikvideo 2001". Mit dem Song STHLM's Finest erscheint eine weitere Kollaboration mit den Teddybears auf dem Russiak-Album.
2004 erscheint mit Fresh das vierte Studioalbum der Teddybears STHLM, welches sie gemeinsam mit Phat Fabe produzieren und bei Epic (Sony Music) veröffentlichen. Einer Version liegt eine 3-D-Brille bei. Musikalisch präsentieren Teddybears zahlreiche Gäste: Der Reggae-Musiker Mad Cobra singt den Song Cobraystyle ein, der als Single veröffentlicht wird und in Schweden in die Top 10 und in den Niederlanden in die Top 100-Singlecharts einsteigt. Malte Homberg singt auf Different Sound, Swing Fly rappt auf Hey Boy und ADL rappt auf Lil' Red Rooster Vs. The Robodog und "Lord of Lightning" singt auf The Lord's 115th Dream.
Auf Fresh treten die Punkrockwurzeln der Band mehr und mehr in den Hintergrund, was auch von Rezensentinnen bemerkt wird:

„Was bedeutet eigentlich Punk? Anders sein als der Rest. Mit vorgefertigten Erwartungen brechen. Sein eigenes Ding machen. Ja, ja. Die edlen Ideale. Nach diesen wären die Teddybears STHLM tatsächlich genau die Punks, als die sie vor Urzeiten einmal angefangen haben. Der quietschbunte Commodore-Core, den die Schweden schon mit dem flockigen Schlager von der 'Rock'n'roll high school' skizziert hatten, riecht trotzdem diesmal irgendwie merkwürdig parfümiert.“

Robyn covert das Lied Cobrastyle und erreicht 2008 Platz 17 der schwedischen Charts. Der Song ist Soundtrack der Filme "Employee of the Month" und "Snakes on a Plane" (beide 2006), unterlegt Heineken- und WWE-Werbung des Amerikanischen Wrestlingverbandes und wird in den Videospielen "FIFA 06", "FIFA 23" und "Forza Motorsport 2" verwendet.
Die Band, durch kollaborative Zusammenarbeiten mit verschiedenen Musikerinnen und Interpretinnen zunehmend in den Hintergrund getreten, tritt live bloß mit Bären-Masken auf und hat ihre klassischen Musikerrollen zunehmend aufgelöst. So ist Sänger Patrick Arve auf keinem Song mit den Lead Vocals seit dem Album Fresh zu hören.

### 2006 bis heute Internationaler Popact
Eine auf dem Boden sitzende Frau mit einer Teddybärenmaske ziert auch das Cover des fünften Studioalbums Soft Machine (2006). Soft Machine avanciert zum internationalen Durchbruch und erreicht auch die USA als Musikmarkt. Für das Album arrangieren sie einige Songs neu, darunter Punkrocker mit Iggy Pop als Sänger und Yours to keep mit Neneh Cherry als Sängerin. In den USA veröffentlicht Big Beat das Album. Ebbot Lundberg von The Soundtrack of Our Lives ist auf Riot goin on zu hören. Im Bandnamen verzichten die Teddybears auf den Zusatz "STHLM".
2010 erscheint Devils Music (Big Beat / Atlantic) als zweite US-Veröffentlichung und insgesamt sechstes Studioalbum. Auf der internationalen Version interpretiert Robyn den Song Cardiac Arrest. Auf dem europäischen Release ist dagegen die Rapperin Maipei zu hören. Weitere Gäste auf beiden Albumversionen sind das von den B 52s eingesungene Cho Cha und das mit den The Flaming Lips eingespielte Crystal Meth Christian.

„This Swedish band’s dance pop is at once hyper-actively attention-hungry and synthetically bland, like the soundtrack to a video game set in a Euro club.“

„Der Dance-Pop dieser schwedischen Band ist gleichzeitig hyperaktiv aufmerksamkeitsheischend und synthetisch fade, wie der Soundtrack zu einem Videospiel, das in einem Euro-Club spielt.“

2010 veröffentlichen die Teddybears eine auf 250 Stück limitierte und nur in Schweden verfügbare Eigenveröffentlichung auf Schwedisch: "Musik Ur Teaterföreställningen Don Carlos" (dt. Musik aus der Theaterproduktion Don Carlos).
2016 erscheint mit Rock on das siebte Studioalbum auf dem schwedischen Label Stranded Rekords. Es wurde in Los Angeles, Atlanta, London und Jamaika aufgenommen. Als musikalische Gäste sind u. a. der Dancehall-Rapper Beenie Man (Broken Heartbeat), die Reggae-DJs Cutty Ranks (Marathon Man) und Ninja Man (Ninja) vertreten. Gorilla Zoe (ehemaliges Boyz-In-Da-Hood-Mitglied) rappt in Best You Ever Had. Auf "What’s Your Problem" singt der 12-jährige Rapper "Baby Trish". Die Single Sunshine war der offizielle Theme von Summerslam 2014 und in dem Videospiel FIFA 15 vertreten.
2017 feiert die Dokumentation You Are Teddybears über die Teddybears auf dem Göteborg Film Festival 2017 Premiere.
2019 veröffentlichen die Teddybears den Song "Young, Handsome & Fast" (feat. Rigo & Rakel) online via Spotify.

## Politische Statements
Zu Beginn ihrer Karriere bezeichnet Patrick Arve sich als Antiamerikaner der den amerikanischen Imperialismus zerschlagen wolle. Auch die frühen Liedtexte zeigen eine Kritik an den USA.
Seit 2016 engagieren sich die Teddybears gegen den Rechtspopulismus in Schweden durch Statements und Merchandiseshirts, auf denen ein Teddybär ein Hakenkreuz in eine Mülltonne wirft.

## Diskografie

### Alben
- 1993: You Are Teddybears (als Teddybears Sthlm)
- 1996: I Can’t Believe It’s Teddybears STHLM (als Teddybears Sthlm)
- 2000: Rock ‘n’ Roll Highschool (als Teddybears Sthlm)
- 2004: Fresh (als Teddybears Sthlm)
- 2006: Soft Machine
- 2010: Devil’s Music
- 2010: Musik Ur Teaterföreställningen Don Carlos
- 2016: Rock On

### Singles (Auswahl)
- 1995: Purple Rain (als Teddybears Sthlm)
- 2000: Rock 'n Roll Highschool (als Teddybears Sthlm)
- 2004: Cobrastyle (als Teddybears Sthlm)
- 2009: Get Mama a House
- 2010: Rocket Scientist
- 2014: Sunshine
- 2015: Broken Heartbeat
- 2015: What's Your Problem?
- 2016: Best You Ever Had
- 2018: Shimmy Shimmy Style

### Dokumentationen
- 2017: You Are Teddybears

## Trivia
- Die Teddybears-Vorgängerband Skull ist nicht zu verwechseln mit der gleichnamigen Band, die 1991 auf Projections of a Stained Mind vertreten war
- Der Bandname Teddybears ist eine Hommage an das Trio The Teddy Bears der 1950er mit Phil Spector.[19]
- Das Akronym STHLM steht für Stockholm.
- Joakim Åhlund spielt neben den Teddybears auch in den Bands Caesars, Abstract Crimewave und Les Big Byrd und produziert für Künstlerinnen wie Robyn und Charli XCX. Für das Album Déjà Vu arbeitete er mit Giorgio Moroder zusammen.
- Klas Åhlund ist schwedischer Songwriter und schrieb u. a. mehrere Hits für die schwedischen Pop-Ikone Robyn.
- Gastsänger Lord of the Lightning soll ein Straßenmusiker sein, den die Band aufgegriffen haben will. Die Identität ist nicht bekannt.